# Nadia Chilu
Nadia Chilu (hebrejsky נאדיה חילו, N'adija Chilu, arabsky ناديا حلو‎, přepisováno též Nadia Hilou; žila 5. července 1953 – 26. února 2015) byla izraelská politička a poslankyně Knesetu za Stranu práce.

## Biografie
Narodila se 5. července 1953 v Jaffě (součást Tel Avivu). Patří do komunity izraelských Arabů. Pochází z křesťanské rodiny. Hovoří arabsky, anglicky, francouzsky. Vysokoškolské vzdělání v oboru sociální práce získala na Telavivské univerzitě, kde roku 1976 získala bakalářský a roku 1991 magisterský titul.

## Politická dráha
V letech 1997–2006 řídila odbor pro status žen při svazu místních samospráv. V letech 2002–2006 byla místopředsedkyní ženské organizace Na'amat. Zakládala a spoluřídila několik neziskových organizací.
V izraelském parlamentu zasedla po volbách do Knesetu v roce 2006, ve kterých kandidovala za Stranu práce. Pracovala v parlamentním výboru pro vnitřní záležitosti a životní prostředí, výboru pro zahraniční dělníky, petičním výboru, výboru práce, sociálních věcí a zdravotnictví a výboru House Committee. Předsedala výboru pro práva dítěte.
Ve volbách do Knesetu v roce 2009 kandidovala, ale vzhledem k nízkému procentuálnímu zisku Strany práce nezískala mandát v Knesetu.